# Richard Woodville, 1. jarl Rivers
Richard Woodville (Wydeville), 1. jarl Rivers KG (1405 - 12. august 1469) var far til Elizabeth Woodville og svigerfar til Edvard 4.

## Opvækst
Richard Woodville blev født i Maidstone i Kent som søn af Richard Wydeville (Woodville), kammerherre for hertugen af Bedford, og Joan Bittlesgate (eller Bedlisgate), datter af Thomas Bittlesgate af Knightstone i sognet Ottery St Mary i Devon. Han var barnebarn af John Wydeville, som var sheriff i Northamptonshire (i 1380, 1385, 1390).

## Ægteskab og karriere ved hoffet
Woodville fulgte sin far i tjeneste hos hertugen af Bedford. I 1433 havde hertugen giftet sig med den 17-årige Jacquetta af Luxemburg. Hun var hertugens anden hustru, og han var betydeligt ældre og i dårligt helbredt. Da hertugen døde i 1435, blev Jacquetta efterladt som en barnløs og velhavende enke. Hun var forpligtet til at søge tilladelse fra kong Henrik 6., før hun kunne gifte sig igen, men i marts 1437 blev det afsløret, at hun i hemmelighed havde giftet sig med Richard Woodville, der var langt under hende i stand og ikke betragtes som en passende mand til den dame, der stadig blev anset som kongens tante. Parret blev idømt en bøde på 1000 £, men den blev eftergivet i oktober samme år.
På trods af denne ubehagelige start, fik ægteparret hurtigt fremgang, hovedsagelig takket være Jacquettas fortsatte fremtrædende plads i kongefamilien. Hun bevarede sin stand og livgeding som hertuginde af Bedford, som oprindeligt gav en indkomst på mellem 7000 og 8000 £ om året, selvom dette gennem årene faldt som følge af territoriale tab i Frankrig og de kongelige finansers sammenbrud i England. Richard Woodville blev hædret med militære opgave, hvor han viste sig som en dygtig soldat.
Yderligere hædersbevisninger for begge kom, da Henrik 6. giftede sig med Margrete af Anjou, hvis onkel var Jacquettas svoger. Woodville-parret var blandt dem, der blev valgt til at eskortere bruden til England, og familien nød yderligere gavn af denne dobbelte forbindelse til den kongefamilien. Sir Richard blev ophøjet til baron Rivers i 1448. Deres børn ville derfor vokse op og nyde betydelige privilegier og materiel komfort.

## Militærkarriere
Woodville var kaptajn i 1429, gjorde tjeneste i Frankrig i 1433 og var ridder under regenten, hertugen af Bedford i 1435. Han var i Gerberoy i 1435 og tjente under William de la Pole, hertug af Suffolk, i 1435–36. Han kæmpede derefter under Somerset og Shrewsbury i 1439 og hertugen af York i 1441–42, da han blev kaptajn i Alençon og fik lov til at føre tropper under sin egen fane.
Woodville blev ophøjet til baron Rivers af Henrik 6. den 9. maj 1448. To år senere blev han som sir Richard slået til ridder af Hosebåndsordenen i 1450. Han blev udnævnt til seneskalk i Gascogne i 1450 (men nåede ikke frem inden dens fald) og derefter løjtnant i Calais i 1454–55. Han blev udnævnt Warden of the Cinque Ports i 1459 for at forsvare Kent mod York-jarlernes invasion (men han blev taget til fange i Sandwich).
Under Rosekrigene støttede han først Huset Lancaster, men han valgte at støtte Huset York, da han fandt, at Lancaster-sagen var tabt. Han forsonede sig med den sejrende Edvard 4., hans fremtidige svigersøn. Den 1. maj 1464 giftede Edvard sig med Rivers datter Elizabeth, enke efter sir John Grey af Groby. Richard blev ophøjet til jarl Rivers i 1466, udnævnt til Lord Treasurer i marts 1466 og Rigskonstabel af England den 24. august 1467.

## Senere karriere
Denne nye families magt var meget upassende for de gamle adelsfamilier og især for jarlen af Warwick. Rivers blev betragtet som en social opkomling, og i en ironisk episode havde hans fremtidige svigersøn i 1460, mens han accepterede hans underkastelse, irettesat ham for at have dristet sig i betragtning af hans ydmyge fødsel, at kæmpe mod Huset York. Gehejmerådet havde i sit forfærdede svar på kongens ægteskab, erklæret helt ærligt, at Richard Woodvilles lave sociale status i sig selv betød, at kongen sikkert måtte vide, "at Elizabeth ikke var hustruen for ham". I begyndelsen af 1468 blev Rivers godser plyndret af Warwicks partisaner, og den uforbeholdne krig det følgende år havde til formål at ødelægge Woodville-familien. Efter York-hærens nederlag i Slaget ved Edgecote Moor den 26. juli 1469 blev Rivers og hans næstældste søn John taget til fange i Chepstow. Efter et forhastet skueproces blev de halshugget i Kenilworth den 12. august 1469.
Richard Woodvilles ældste søn Anthony fulgte ham som jarl.
Lord Rivers havde en stor familie. Hans tredje søn, Lionel (d. 1484) blev biskop af Salisbury. Alle hans døtre indgik fremragende ægteskaber: Catherine Woodville, hans ottende datter, var Henry Stafford, 2. hertug af Buckinghams hustru.
"Woodville" er den moderne stavning af navnet: I deres egen tid blev "Wydeville", "Wydville" og andre varianter brugt.

## Børn af Richard Woodville og Jacquetta af Luxemburg
De fik mindst 14 børn:
- Elizabeth Woodville, gift først Sir John Grey af Groby og derefter med Edvard 4. af England.
- Lewis Woodville (omkring 1438?), Døde som barn.
- Anne Woodville (1439–1489) først giftede med William Bourchier, viscount Bourchier og anden gang med George Gray, 2. jarl af Kent.
- Anthony Woodville, 2. jarl Rivers (1442–1483), blev gift med Elizabeth Scales, 8. baronesse Scales.
- Mary Woodville (1443-1481) giftede sig med William Herbert, 2. jarl af Pembroke .
- Jacquetta Woodville (1444-1509), gift med John le Strange, 8. baron Strange of Knockin .
- John Woodville (1445-1469) giftede sig med Katherine Neville, enkehertuginde af Norfolk.
- Lionel Woodville (1447-1484), biskop af Salisbury.
- Martha Woodville, gift med Sir John Bromley af Baddington .
- Eleanor Woodville (1452-1512) giftede sig med Sir Anthony Grey, søn af Edmund Gray, 1. jarl af Kent .
- Richard Woodville, 3. jarl Rivers (1453-1491).
- Margaret Woodville (1454-1490), gift med Thomas FitzAlan, 17. jarl af Arundel.
- Edward Woodville, Lord Scales (d. 1488), soldat og hofmand.
- Catherine Woodville (ca. 1458[5] – 1497[6]), gift første gang med Henry Stafford, 2. hertug af Buckingham, anden gang med Jasper Tudor, hertug af Bedford, og tredje gang med Sir Richard Wingfield.

- Elizabeth Woodville
- Anthony Woodville (knælende, anden fra venstre, iført en våbenkappe, der viserhans våbenskjold) og William Caxton præsenterer den første trykte bog på engelsk (Dictes and Sayings of the Philosophers ) til kong Edward IV og Woodvilles søster dronning Elizabeth. Lambeth Palace Library, London.
- Catherine Woodville (til venstre) og hendes anden mand Jasper Tudor, hertug af Bedford i glasmalerier i Cardiff Castle.

Robert Glover, Somerset Herald, noterede, at en anden 'Richard' ser ud til at være født før Richard den 3. jarl. En 'væbner Richard Woodville' var til stede ved dåben af prins Arthur (søn af Elizabeth og Henrik 7.) den 24. september 1486 i Winchester Cathedral. Arthurs bedstemor, Elizabeth Woodville, var hans gudmor, og hendes yngre bror Edward var også til stede ved ceremonien.
Visitationen i Buckinghamshire i 1566 nævner ægteskabet mellem William Dormer af Wycombe (først senere af Ascott House ) og "Agnes, datter af sir Richard Woodvile, jarl Rivers", men siger ikke, om faderen var den første eller den tredje jarl, hvem moderen var, eller om Agnes var legitim. I betragtning af at hun menes at være født omkring 1458, er den mest sandsynlige kandidat den ældre Richard Woodville.

## I fiktion
Woodville er en primær figur i Philippa Gregorys roman om Jacquetta af Luxemburg Skæbnehjulet (The Lady of the Rivers) fra 2011. I tv-serien The White Queen bliver han portrætteret af Robert Pugh.